# Radio Stereo Villa
Radio Stereo Villa (101.7 FM) es una radio comunitaria ubicada en el distrito de Villa El Salvador de la provincia y región de Lima, Perú. La radio fue creada en 1990 como iniciativa del Centro de Comunicación Popular y Promoción del Desarrollo de Villa el Salvador (CECOPRODE-VES) con el objetivo de promocionar el desarrollo social comunitario del distrito.

## Historia

### Antecedentes
Tres años después de la fundación de Villa El Salvador, en 1974 se fundó el Centro de Comunicación Popular de Villa El Salvador (CECOPRODE-VES) con el objetivo de establecer un espacio cultural para promover la participación ciudadana entre los vecinos. Durante las primeros años, bajo la dirección del centro, se crearon talleres destinados para impulsar la movilización, la organización y la participación popular.
En 1984, CECOPRODE-VES creó el taller de radio con el objetivo de usar las bocinas populares de cada zona para colocar música o convocar a actividades y asambleas, sentando las bases de una producción radial y sobre todo, la creciente necesidad de un medio de comunicación masiva a largo plazo promovida por la organización.

### Fundación

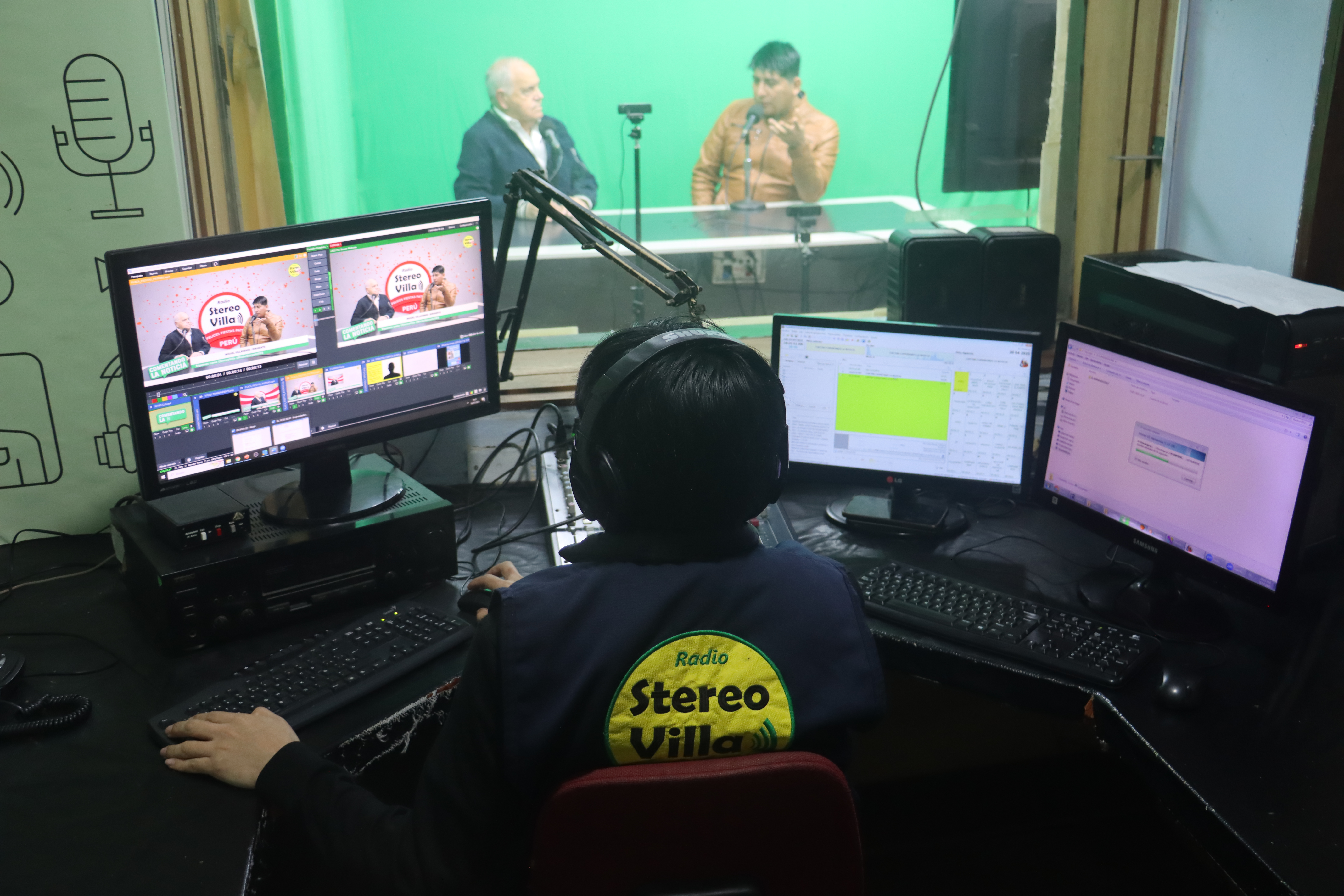
Interior de la Cabina de la radio Stereo Villa

En 1989, gracias al respaldo internacional de la ONG Manos Unidas, se logró financiar la primera infraestructura de Stereo Villa. Paralelamente, el CECOPRODE-VES elaboró el expediente técnico para solicitar la licencia de radiodifusión ante el Ministerio de Transportes y Comunicaciones. A ello se sumó la experiencia acumulada en talleres de radio y la capacitación en diversas emisoras, lo que permitió consolidar equipos de trabajo radiales. Finalmente, el 13 de julio de 1990, Stereo Villa inició sus transmisiones en la frecuencia 102.5 FM como una emisora cultural con contenido informativo y musical.
Durante sus primeros años, por la década de 1990, en un contexto de crisis nacional y conflicto local, radio Stereo Villa se posicionó a favor de los derechos humanos y la defensa ciudadana. Este periodo fortaleció su identidad como medio social, resaltando su vínculo con la comunidad y reafirmando su rol como espacio de expresión cultural y popular.

### Actualidad
Actualmente, Stereo Villa realiza proyectos comunicacionales con impacto social. Ejemplos son la apertura y existencia de programas radiales enfocados en el empoderamiento femenino y enfoques de género o programas destinados al análisis de noticias para crear ciudadanía.
Además, la emisora ha experimentado transformaciones en su formato técnico. Con la expansión del internet y el auge de las redes sociales, la emisora se ha visto en la necesidad de adaptarse a los nuevos entornos digitales. Es así que la emisora diversificó su contenido a plataformas como Facebook, Instagram y Tiktok. 
Sin embargo, pese a que la radio sea reconocido en el distrito y los medios utilizados son adecuados, Stereo Villa enfrenta dificultades al posicionarse hacia nuevos oyentes. Esto se evidencia en la escasa difusión de sus plataformas digitales, la limitada interacción en redes sociales y una participación reducida de vecinos en actividades comunitarias. Diversos estudios coinciden en que fortalecer su comunicación organizacional y aplicar estrategias de posicionamiento más efectivas resultaría clave para conectar con nuevas audiencias sin perder su identidad como medio comunitario.

## Programación
La programación actual de Stereo Villa refleja una propuesta diversa y orientada tanto al entretenimiento como a la participación ciudadana. La emisora combina espacios informativos, culturales, musicales y de enfoque social, dirigidos a distintos públicos. Entre los programas se encuentran:
- Diálogo Ciudadano
- No hay Derecho (retransmisión desde IDL Radio)[10]
- Déjame Contarte
- Eco Huella
- Mentes Abiertas
- Malportadsxs
- La mal pensante
- Tu villa
- Activados
- Música Variada
- La hora de la salsa
- Voz viva de mujer
- Cabecitas blancas y corazones tiernos
- Latinoamérica en el mundo
- El Show del techno
- Con megas o sin megas
- La nueva generación y el cambio
- Gracias por la música
- Crítica
- Alternativa Villa
- Comentando la noticia
- Nuestra voz al aire
- Emprendedores y emprendimientos en acción
- Acción ciudadana
- Aloloku
- Mood Activados
- Voces rebeldes mujeres en lucha